# Кигали (гора)
Гора Кигали (фр. Mont Kigali, англ. Mount Kigali) —  гора в городе Кигали (Руанда), в честь которой был назван город.

## История
История горы Кигали восходит к XIV веку нашей эры. Король Руанды Килима I Ругве завоевал гору и прилегающие к ней территории и, глядя на раскинувшиеся земли, сказал: «Burya iki gihugu ni Kigali» (ороним на языках банту ki — префикс и руанды gali — «широкий, обширный»).
Гора дала название городу, который был основан в 1907 году немецким психиатром и африканским исследователем Рихардом Кандтом как резиденция между долиной реки Ньябаронго и горами Джали и Кигали в центре страны.
Гора Кигали расположена прямо к западу от центра города в районе Ньяругенге. Большая часть округа Ньяругенге расположена на склонах горы Кигали. Западные склоны горы Кигали заканчиваются в долине реки Ньябаронго. Высота горы 1853 метра и вместе с более высокой горой Джали (высота 2078 метров) расположенной прямо к северу от неё, они доминирует над другими холмами в городе, поскольку они возвышаются на высоту от 1300 до 1600 м. В результате с горы Кигали открывается обширный вид на весь город Кигали на востоке и севере, Южную провинцию на западе и юге и Восточную провинцию на востоке и юге.
Склоны Кигали являются местом проведения шоссейной велогонки Тур Руанды Она также является тёзкой Университета горы Кигали..